# الشرطة البرازيلية الاتحادية
الشرطة البرازيلية الاتحادية (بالبرتغالية: Polícia Federal) هي وكالة اتحادية مُناطٌ بها تطبيق القانون في البرازيل وهي إحدى قوات الشرطة الوطنية الثلاث إلى جانب شرطة الطرق السريعة الفيدرالية وشرطة السكك الحديدية / السكك الحديدية الاتحادية. من عام 1944 إلى عام 1967، كانت تسمى إدارة السلامة العامة الفيدرالية ( بالبرتغالية : Departamento Federal de Segurança Pública).
إدارة الشرطة البرازيلية الاتحادية مسؤولة عن مكافحة الجرائم ضد المؤسسات الفيدرالية، والاتجار الدولي بالمخدرات، والإرهاب، والجرائم الإلكترونية، والجريمة المنظمة، والفساد العام، وجرائم ذوي الياقات البيضاء، وغسل الأموال، والهجرة، ومراقبة الحدود، وأمن المطارات، والشرطة البحرية. وهي تابعة لوزارة العدل والأمن العام.

## الصفحات الخارجية
- الموقع الرسمي
 باللغة البرتغالية